# كأس الأمم الإفريقية لكرة الصالات
كأس أمم إفريقيا لكرة القدم داخل الصالات أو داخل القاعات أو الخماسية هي بطولة دولية لمنتخبات كرة القدم داخل الصالات التابعة للاتحاد الأفريقي لكرة القدم. أقيمت أول دورة من البطولة في سنة 1996 في مصر بمشاركة خمس منتخبات فقط، تمت زيادة عدد المنتخبات إلى ثمانية. وتقام البطولة كل أربع سنوات.

## نتائج الدورات السابقة
| العام       | المستضيف       | النهائي | النهائي      | النهائي       | مباراة المركز الثالث | مباراة المركز الثالث | مباراة المركز الثالث |
| العام       | المستضيف       | البطل   | النتيجة      | المركز الثاني | المركز الثالث        | النتيجة              | المركز الرابع        |
| ----------- | -------------- | ------- | ------------ | ------------- | -------------------- | -------------------- | -------------------- |
| 1996 تفاصيل | القاهرة، مصر   | مصر     | ترتيب مجموعة | غانا          | زيمبابوي             | ترتيب مجموعة         | الصومال              |
| 2000 تفاصيل | القاهرة، مصر   | مصر     | ترتيب مجموعة | المغرب        | ليبيا                | ترتيب مجموعة         | جنوب إفريقيا         |
| 2004 تفاصيل | القاهرة، مصر   | مصر     | 10 - 2 3 - 5 | موزمبيق       | المغرب               |                      | غينيا بيساو          |
| 2008 تفاصيل | طرابلس، ليبيا  | ليبيا   | 4 - 3        | مصر           | المغرب               | 4 - 1                | موزمبيق              |
| 2012 تفاصيل | بوركينا فاسو   | ألغيت   | ألغيت        | ألغيت         | ألغيت                | ألغيت                | ألغيت                |
| 2016 تفاصيل | جنوب إفريقيا   | المغرب  | 3 - 2        | مصر           | موزمبيق              | 5 - 5 (1-2)          | زامبيا               |
| 2020 تفاصيل | العيون، المغرب | المغرب  | 5 - 0        | مصر           | أنغولا               | 2 - 0                | ليبيا                |
| 2024 تفاصيل | الرباط، المغرب | المغرب  | 5 - 1        | أنغولا        | ليبيا                | 2 - 2 (1-3)          | مصر                  |

## حسب الدولة
| الدولة   | البطولات             | الوصافة              | الثالث         | المجموع |
| -------- | -------------------- | -------------------- | -------------- | ------- |
| مصر      | 3 (1996، 2000، 2004) | 3 (2008، 2016، 2020) |                | 6       |
| المغرب   | 3 (2016، 2020، 2024) | 1 (2000)             | 2 (2004، 2008) | 6       |
| ليبيا    | 1 (2008)             |                      | 2 (2000، 2024) | 3       |
| موزمبيق  |                      | 1 (2004)             | 1 (2016)       | 2       |
| أنغولا   |                      | 1 (2024)             | 1 (2020)       | 2       |
| غانا     |                      | 1 (1996)             |                | 1       |
| زيمبابوي |                      |                      | 1 (1996)       | 1       |